# Buckelfliegen

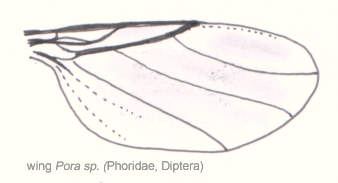
Flügelskizze von Phora sp.

Die Buckelfliegen (Phoridae) sind eine Familie der Zweiflügler (Diptera). Innerhalb dieser werden sie den Fliegen (Brachycera) zugeordnet. Weltweit sind über 4200 Arten in mehr als 300 Gattungen beschrieben. Weiterhin wird eine große Zahl noch unbeschriebener Arten vermutet. Die Buckelfliegen sind weltweit verbreitet.

## Merkmale
Die Fliegen erreichen Körpergrößen zwischen einem und sieben Millimetern. Die relativ kleinen Fliegen sind meist schwarz, braun oder gelb gefärbt. Sie besitzen einen nach oben gewölbten Buckel am Thorax, daher der deutsche Name der Familie. Der kleine nach unten gerichtete Kopf weist seitlich zwei relativ große dunkle Augen auf. 
Die Costalader am vorderen Flügelrand reicht nur bis zur halben Flügellänge. Außerdem befinden sich im Costalfeld zwei stark ausgeprägte Längsadern. Dahinter verlaufen 4 bis 5 weniger ausgeprägte Längsadern, die nicht über Queradern miteinander verbunden sind.
Die hinteren Oberschenkel, Femora der Fliegen sind vergrößert und abgeflacht.

## Lebensweise
Die Lebensweise der Buckelfliegen ist sehr vielfältig. Dazu gibt es viele Arten, deren Lebensweise noch unerforscht ist. Die Larven mehrerer synanthroper Arten wie Dohrniphora cornuta, Megaselia rufipes, Megaselia scalaris und Puliciphora borinquenensis entwickeln sich in organischen Abfällen. Andere Arten ernähren sich von Pilzen, parasitieren Tausendfüßer und Insekten, oder leben als Aasfresser.  Aus diesem Grund sind sie für die forensische Entomologie von Bedeutung. Am häufigsten ernähren sie sich von verwesenden organischen Stoffen. Da sie sich häufig an unhygienischen Orten aufhalten, z. B. in Abflussrohren, können sie verschiedene krankheitsverursachende Organismen auf Nahrungsmittel übertragen. Die erwachsenen Tiere fallen durch ihr schnelles und abruptes Laufen auf. Bei einigen Arten fliegen die Männchen in Schwärmen. Megaselia halterata, die Pilzlaus, ist ein Schädling in Pilzkulturen. Obwohl sie keine direkten Schäden verursacht, ist sie ein effizienter Überträger des Trockenschimmels (Lecanicillium fungicola).

## Systematik
Die Familie wird üblicherweise in die folgenden fünf Unterfamilien gegliedert:
- Aenigmatiinae
- Metopininae
- Phorinae
- Termitenfliegen (Termitoxeniinae)
- Thaumatoxeninae

Daneben gibt es eine Reihe von Gattungen ohne Unterfamilien-Zuordnung.

## Arten (Auswahl)
- Apocephalus borealis
- Eibesfeldtphora breviloba
- Eibesfeldtphora digitata
- Euryplatea eidmanni
- Euryplatea nanaknihali
- Megaselia scalaris
- Phalacrotophora fasciata